# Ilija Abutović
Ilija Abutović (Vrbas, 2 de agosto de 1988) es un jugador de balonmano serbio que juega de lateral izquierdo en el Eurofarm Pelister. Es internacional con la selección de balonmano de Serbia.

## Palmarés

### Partizán
- Liga de Serbia de balonmano (1): 2009
- Copa de Serbia de balonmano (1): 2008
- Supercopa de Serbia de balonmano (1): 2010

### Vardar
- Liga de Macedonia de balonmano (5): 2013, 2015, 2016, 2017, 2018
- Copa de Macedonia de balonmano (6): 2012, 2014, 2015, 2016, 2017, 2018
- Liga SEHA (4): 2012, 2014, 2017, 2018
- Liga de Campeones de la EHF (1): 2017

## Clubes
- RK Partizan (2007-2010)
- RD Slovan (2010-2011)
- RK Vardar (2011-2018)
- Rhein-Neckar Löwen (2018-2022)[2]
- C' Chartres MHB (2022-2024)
- Eurofarm Pelister (2024- )